# Aldurs Sten
Aldurs Sten är en fiktiv artefakt i en romansvit av David Eddings. Stenen är målet för Garion, Tant Pol och de andras sökande genom hela serien Sagan om Belgarion, där Garion tillsammans med en udda skara från diverse länder i den värld som David Eddings skapat tillsammans med sin hustru Leigh Eddings.
Aldurs Sten förkroppsligar en av de två allsmäktiga andar som söndrades av "olyckan" som råkar vara en stjärna som dog på fel ställe vid fel tidpunkt så att en hel galax exploderade. Dessa två andar som är varsitt syfte strider mot varandra men de måste använda sig av verktyg för annars skulle världen gå under, verktygen kan vara både människor och gudar och kallas i allmänhet för Mörkrets Barn och Ljusets Barn.
Varför Aldurs Sten kallas som den gör har sitt syfte i att en gång hittade guden Aldur en rund och klotformad sten och vred den i sina händer. Länge knådade han denna sten tills den lyste med Aldurs strålglans och som hans lärjunge Belzedar påpekade var det inte längre en sten utan den såg snarare ut som en safir som lyste med blått sken. Stenen fick inte bara färg och ljus utan också en levande själ och med denna sten kunde såväl gudar som människor göra stora under.
Stenen skulle bevaka Västern från Vindarnas Ö mot den onde guden Torak, eller Kal-Torak som hans folk kallar honom, och den ätt som skulle bevara Stenen skulle vara en förening med Belgarath Besvärjarens ätt och alornernas konung Cherek Björnskuldras ätt. Denna förening skulle till slut bilda, efter många århundraden, en oslagbar man som skulle störta den onde guden Torak Enöga, i ruinen från Toraks stad i Mallorea, med Riva Järnhands sägenomspunna svärd i handen och som svärdsknapp satt Aldurs Sten. Denna man skulle också avgöra alla världars öde. Det finns bara ett problem, nämligen att Rivas ätt dog ut med Gorek Den Vise och hans familj under nyissiska lönnmördares förgiftade knivar. En av mördarna sa visserligen att den yngsta av Goreks barnbarn, prins Geran hade blivit räddad av en stor fågel, men ingen trodde på honom och nu skulle det uppenbarligen inte komma någon Gudadräpare även om myten om att någon räddades levde kvar i många århundraden i hoppfulla rivaners hjärtan.